# Gran Premi de Finlàndia de motociclisme
|  | Aquest article tracta sobre velocitat. Si cerqueu informació sobre motocròs, vegeu «Gran Premi de Finlàndia de Motocròs». |

El Gran Premi de Finlàndia de motociclisme fou un esdeveniment esportiu que es disputà en 21 ocasions entre el 1962 i el 1982 dins del calendari del Campionat del món de motociclisme. Després d'un període de 37 anys sense celebrar-se, aquest Gran Premi tornà a formar part del calendari del mundial d'ençà de la temporada de 2020, en aquesta ocasió al circuit de Kymi Ring, per bé que tant aquell any com el següent fou finalment cancel·lat a causa de la pandèmia de COVID-19.

## Noms oficials i patrocinadors
- 1964, 1968, 1972–1974: Suomen Grand Prix (sense patrocinador oficial)[1]
- 1969: Suomen/Finnish Grand Prix (sense patrocinador oficial)[2]
- 1975–1976, 1978–1979: Imatranajo (sense patrocinador oficial)[3]
- 1977: Suomen Grand Prix/Finnish Grand Prix (sense patrocinador oficial)[4]
- 1980–1982: Finnish GP (sense patrocinador oficial)[5]

## Circuits emprats

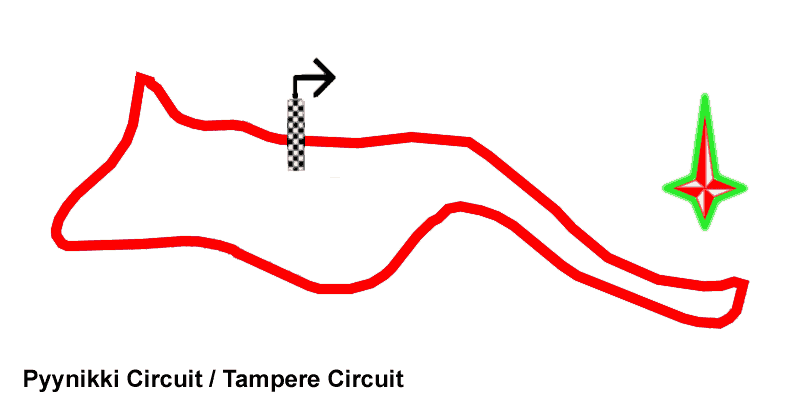
Pyynikki (Tampere), emprat el 1962–1963
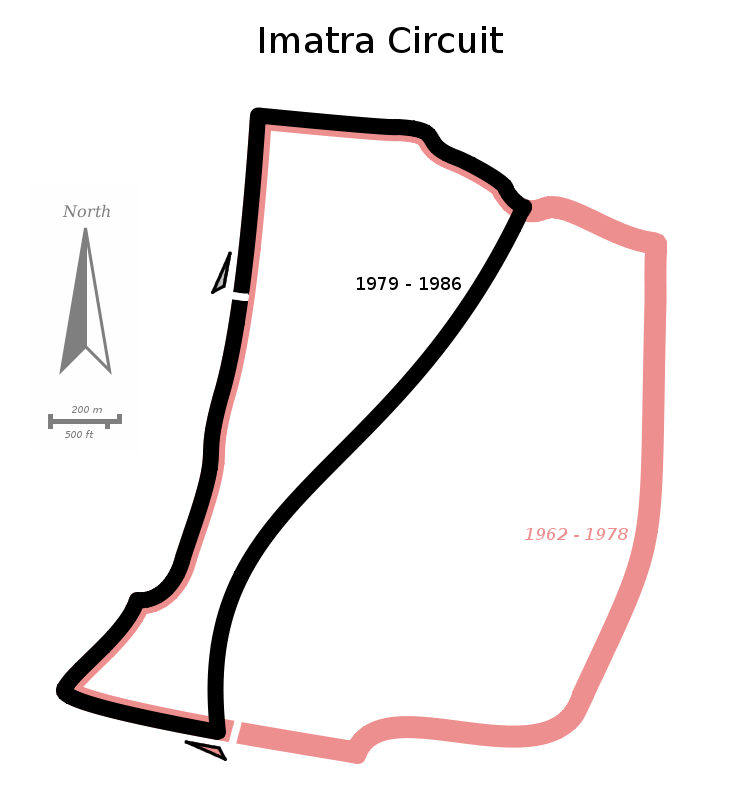
Imatra, emprat el 1964–1982 amb dos traçats diferents
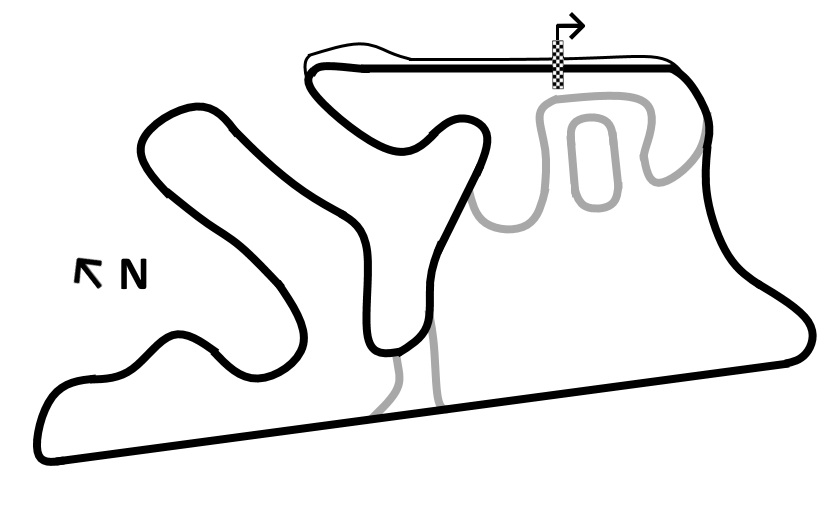
Kymi Ring, on s'havia de reprendre el Gran Premi del 2020 al 2022

## Guanyadors múltiples

### Pilots
| # Victòries | Pilot                | Victòries | Victòries                                                  |
| # Victòries | Pilot                | Categoria | Anys                                                       |
| ----------- | -------------------- | --------- | ---------------------------------------------------------- |
| 17          | Giacomo Agostini     | 500 cc    | 1965, 1966, 1967, 1968, 1969, 1970, 1971, 1972, 1973, 1975 |
| 17          | Giacomo Agostini     | 350 cc    | 1965, 1966, 1969, 1970, 1971, 1972, 1973                   |
| 4           | Mike Hailwood        | 500 cc    | 1963                                                       |
| 4           | Mike Hailwood        | 350 cc    | 1963                                                       |
| 4           | Mike Hailwood        | 250 cc    | 1966, 1967                                                 |
| 4           | Phil Read            | 500 cc    | 1974                                                       |
| 4           | Phil Read            | 250 cc    | 1968                                                       |
| 4           | Phil Read            | 125 cc    | 1966, 1968                                                 |
| 4           | Walter Villa         | 350cc     | 1976                                                       |
| 4           | Walter Villa         | 250 cc    | 1974, 1976, 1977                                           |
| 4           | Kork Ballington      | 350 cc    | 1978                                                       |
| 4           | Kork Ballington      | 250 cc    | 1978, 1979, 1980                                           |
| 4           | Angel Nieto          | 125 cc    | 1978, 1980, 1981                                           |
| 4           | Angel Nieto          | 50 cc     | 1975                                                       |
| 3           | Hugh Anderson        | 125 cc    | 1963, 1965                                                 |
| 3           | Hugh Anderson        | 50 cc     | 1964                                                       |
| 2           | Luigi Taveri         | 125 cc    | 1964                                                       |
| 2           | Luigi Taveri         | 50 cc     | 1962                                                       |
| 2           | Dave Simmonds        | 125 cc    | 1969, 1970                                                 |
| 2           | Rodney Gould         | 250 cc    | 1970, 1971                                                 |
| 2           | Kent Andersson       | 250 cc    | 1969                                                       |
| 2           | Kent Andersson       | 125 cc    | 1972                                                       |
| 2           | Julien van Zeebroeck | 50 cc     | 1974, 1976                                                 |
| 2           | Pier Paolo Bianchi   | 125 cc    | 1976, 1977                                                 |
| 2           | Johnny Cecotto       | 500 cc    | 1977                                                       |
| 2           | Johnny Cecotto       | 350 cc    | 1975                                                       |
| 2           | Wil Hartog           | 500 cc    | 1978, 1980                                                 |
| 2           | Anton Mang           | 350 cc    | 1982                                                       |
| 2           | Anton Mang           | 250 cc    | 1981                                                       |

### Constructors
| # Victòries | Constructor     | Victòries | Victòries                                                        |
| # Victòries | Constructor     | Categoria | Anys                                                             |
| ----------- | --------------- | --------- | ---------------------------------------------------------------- |
| 19          | MV Agusta       | 500 cc    | 1963, 1965, 1966, 1967, 1968, 1969, 1970, 1971, 1972, 1973, 1974 |
| 19          | MV Agusta       | 350 cc    | 1963, 1965, 1966, 1969, 1970, 1971, 1972, 1973                   |
| 15          | Yamaha          | 500 cc    | 1975, 1977                                                       |
| 15          | Yamaha          | 350 cc    | 1974, 1975                                                       |
| 15          | Yamaha          | 250 cc    | 1965, 1968, 1969, 1970, 1971, 1972, 1973, 1982                   |
| 15          | Yamaha          | 125 cc    | 1966, 1968, 1972                                                 |
| 10          | Suzuki          | 500 cc    | 1976, 1978, 1979, 1980, 1981                                     |
| 10          | Suzuki          | 125 cc    | 1963, 1965, 1967, 1971                                           |
| 10          | Suzuki          | 50 cc     | 1964                                                             |
| 10          | Kawasaki        | 350 cc    | 1977, 1978, 1979, 1982                                           |
| 10          | Kawasaki        | 250 cc    | 1978, 1979, 1980, 1981                                           |
| 10          | Kawasaki        | 125 cc    | 1969, 1970                                                       |
| 6           | Honda           | 350 cc    | 1962, 1964                                                       |
| 6           | Honda           | 250 cc    | 1966, 1967                                                       |
| 6           | Honda           | 125 cc    | 1964                                                             |
| 6           | Honda           | 50 cc     | 1962                                                             |
| 5           | Harley Davidson | 350 cc    | 1976                                                             |
| 5           | Harley Davidson | 250 cc    | 1974, 1975, 1976, 1977                                           |
| 4           | Kreidler        | 50 cc     | 1963, 1974, 1975, 1976                                           |
| 3           | Minarelli       | 125 cc    | 1978, 1980, 1981                                                 |
| 2           | Morbidelli      | 125 cc    | 1976, 1977                                                       |

## Guanyadors per any

### Intents de represa
| Any  | Circuit   | MotoE | MotoE | MotoE | MotoE | Moto3 | Moto3 | Moto2 | Moto2 | MotoGP | MotoGP | Detalls |
| Any  | Circuit   | Cursa 1 | Cursa 1 | Cursa 2 | Cursa 2 | Moto3 | Moto3 | Moto2 | Moto2 | MotoGP | MotoGP | Detalls |
| Any  | Circuit   | Pilot | Moto | Pilot | Moto | Pilot | Moto | Pilot | Moto | Pilot | Moto | Detalls |
| ---- | --------- | --- | --- | --- | --- | --- | --- | --- | --- | --- | --- | --- |
| 2022 | Kymi Ring | Cancel·lat a causa de les feines d'homologació incompletes i els riscos associats a la situació geopolítica de la regió | Cancel·lat a causa de les feines d'homologació incompletes i els riscos associats a la situació geopolítica de la regió | Cancel·lat a causa de les feines d'homologació incompletes i els riscos associats a la situació geopolítica de la regió | Cancel·lat a causa de les feines d'homologació incompletes i els riscos associats a la situació geopolítica de la regió | Cancel·lat a causa de les feines d'homologació incompletes i els riscos associats a la situació geopolítica de la regió | Cancel·lat a causa de les feines d'homologació incompletes i els riscos associats a la situació geopolítica de la regió | Cancel·lat a causa de les feines d'homologació incompletes i els riscos associats a la situació geopolítica de la regió | Cancel·lat a causa de les feines d'homologació incompletes i els riscos associats a la situació geopolítica de la regió | Cancel·lat a causa de les feines d'homologació incompletes i els riscos associats a la situació geopolítica de la regió | Cancel·lat a causa de les feines d'homologació incompletes i els riscos associats a la situació geopolítica de la regió | Cancel·lat a causa de les feines d'homologació incompletes i els riscos associats a la situació geopolítica de la regió |
| 2021 | Kymi Ring | - | - | - | - | Cancel·lat a causa de la pandèmia de COVID-19                                                                           | Cancel·lat a causa de la pandèmia de COVID-19                                                                           | Cancel·lat a causa de la pandèmia de COVID-19                                                                           | Cancel·lat a causa de la pandèmia de COVID-19                                                                           | Cancel·lat a causa de la pandèmia de COVID-19                                                                           | Cancel·lat a causa de la pandèmia de COVID-19                                                                           | Cancel·lat a causa de la pandèmia de COVID-19                                                                           |
| 2020 | Kymi Ring | - | - | - | - | Cancel·lat a causa de la pandèmia de COVID-19                                                                           | Cancel·lat a causa de la pandèmia de COVID-19                                                                           | Cancel·lat a causa de la pandèmia de COVID-19                                                                           | Cancel·lat a causa de la pandèmia de COVID-19                                                                           | Cancel·lat a causa de la pandèmia de COVID-19                                                                           | Cancel·lat a causa de la pandèmia de COVID-19                                                                           | Cancel·lat a causa de la pandèmia de COVID-19                                                                           |

### De 1962 a 1982
| Any  | Circuit | 125 cc             | 125 cc     | 250 cc           | 250 cc          | 350 cc            | 350 cc   | 500 cc            | 500 cc | Detalls |
| Any  | Circuit | Pilot              | Moto       | Pilot            | Moto            | Pilot             | Moto     | Pilot             | Moto   | Detalls |
| ---- | ------- | ------------------ | ---------- | ---------------- | --------------- | ----------------- | -------- | ----------------- | ------ | ------- |
| 1982 | Imatra  | Iván Palazzese     | MBA        | Christian Sarron | Yamaha          | Anton Mang        | Kawasaki |                   |        | Detalls |
| 1981 | Imatra  | Angel Nieto        | Minarelli  | Anton Mang       | Kawasaki        |                   |          | Marco Lucchinelli | Suzuki | Detalls |
| 1980 | Imatra  | Angel Nieto        | Minarelli  | Kork Ballington  | Kawasaki        |                   |          | Wil Hartog        | Suzuki | Detalls |
| 1979 | Imatra  | Ricardo Tormo      | Bultaco    | Kork Ballington  | Kawasaki        | Gregg Hansford    | Kawasaki | Boet van Dulmen   | Suzuki | Detalls |
| 1978 | Imatra  | Angel Nieto        | Minarelli  | Kork Ballington  | Kawasaki        | Kork Ballington   | Kawasaki | Wil Hartog        | Suzuki | Detalls |
| 1977 | Imatra  | Pier Paolo Bianchi | Morbidelli | Walter Villa     | Harley Davidson | Takazumi Katayama | Kawasaki | Johnny Cecotto    | Yamaha | Detalls |

| Any  | Circuit | 50 cc                | 50 cc    | 125 cc             | 125 cc     | 250 cc          | 250 cc          | 350 cc         | 350 cc          | 500 cc           | 500 cc    | Detalls |
| Any  | Circuit | Pilot                | Moto     | Pilot              | Moto       | Pilot           | Moto            | Pilot          | Moto            | Pilot            | Moto      | Detalls |
| ---- | ------- | -------------------- | -------- | ------------------ | ---------- | --------------- | --------------- | -------------- | --------------- | ---------------- | --------- | ------- |
| 1976 | Imatra  | Julien van Zeebroeck | Kreidler | Pier Paolo Bianchi | Morbidelli | Walter Villa    | Harley Davidson | Walter Villa   | Harley Davidson | Pat Hennen       | Suzuki    | Detalls |
| 1975 | Imatra  | Angel Nieto          | Kreidler |                    |            | Michel Rougerie | Harley Davidson | Johnny Cecotto | Yamaha          | Giacomo Agostini | Yamaha    | Detalls |
| 1974 | Imatra  | Julien van Zeebroeck | Kreidler |                    |            | Walter Villa    | Harley Davidson | John Dodds     | Yamaha          | Phil Read        | MV Agusta | Detalls |

| Any  | Circuit | 125 cc            | 125 cc   | 250 cc           | 250 cc | 350 cc           | 350 cc    | 500 cc           | 500 cc    | Detalls |
| Any  | Circuit | Pilot             | Moto     | Pilot            | Moto   | Pilot            | Moto      | Pilot            | Moto      | Detalls |
| ---- | ------- | ----------------- | -------- | ---------------- | ------ | ---------------- | --------- | ---------------- | --------- | ------- |
| 1973 | Imatra  | Otello Buscherini | Malanca  | Teuvo Länsivuori | Yamaha | Giacomo Agostini | MV Agusta | Giacomo Agostini | MV Agusta | Detalls |
| 1972 | Imatra  | Kent Andersson    | Yamaha   | Jarno Saarinen   | Yamaha | Giacomo Agostini | MV Agusta | Giacomo Agostini | MV Agusta | Detalls |
| 1971 | Imatra  | Barry Sheene      | Suzuki   | Rodney Gould     | Yamaha | Giacomo Agostini | MV Agusta | Giacomo Agostini | MV Agusta | Detalls |
| 1970 | Imatra  | Dave Simmonds     | Kawasaki | Rodney Gould     | Yamaha | Giacomo Agostini | MV Agusta | Giacomo Agostini | MV Agusta | Detalls |
| 1969 | Imatra  | Dave Simmonds     | Kawasaki | Kent Andersson   | Yamaha | Giacomo Agostini | MV Agusta | Giacomo Agostini | MV Agusta | Detalls |
| 1968 | Imatra  | Phil Read         | Yamaha   | Phil Read        | Yamaha |                  |           | Giacomo Agostini | MV Agusta | Detalls |
| 1967 | Imatra  | Stuart Graham     | Suzuki   | Mike Hailwood    | Honda  |                  |           | Giacomo Agostini | MV Agusta | Detalls |
| 1966 | Imatra  | Phil Read         | Yamaha   | Mike Hailwood    | Honda  | Giacomo Agostini | MV Agusta | Giacomo Agostini | MV Agusta | Detalls |
| 1965 | Imatra  | Hugh Anderson     | Suzuki   | Mike Duff        | Yamaha | Giacomo Agostini | MV Agusta | Giacomo Agostini | MV Agusta | Detalls |

| Any  | Circuit | 50 cc                | 50 cc    | 125 cc        | 125 cc | 350 cc        | 350 cc    | 500 cc        | 500 cc    | Detalls |
| Any  | Circuit | Pilot                | Moto     | Pilot         | Moto   | Pilot         | Moto      | Pilot         | Moto      | Detalls |
| ---- | ------- | -------------------- | -------- | ------------- | ------ | ------------- | --------- | ------------- | --------- | ------- |
| 1964 | Imatra  | Hugh Anderson        | Suzuki   | Luigi Taveri  | Honda  | Jim Redman    | Honda     | Jack Ahearn   | Norton    | Detalls |
| 1963 | Tampere | Hans-Georg Anscheidt | Kreidler | Hugh Anderson | Suzuki | Mike Hailwood | MV Agusta | Mike Hailwood | MV Agusta | Detalls |
| 1962 | Tampere | Luigi Taveri         | Honda    |               |        | Tommy Robb    | Honda     | Alan Shepherd | Matchless | Detalls |